# تاندو مغوميني
تاندو مغوميني (بالإنجليزية: Thando Mngomeni)‏ (11 فبراير 1983 بكيب تاون في جنوب أفريقيا - ) هو لاعب كرة قدم جنوب أفريقي في مركز الوسط. شارك مع منتخب جنوب أفريقيا لكرة القدم. أما مع النوادي، فقد لعب مع بيدفيست ويتس وسوبر سبورت يونايتد وماميلودي صن داونز ونادي هلسينغبورغ وسانتوس ونادي بوشبكس.

## وصلات خارجية
- تاندو مغوميني على موقع قاعدة بيانات كرة القدم.إي يو (الإنجليزية)
- تاندو مغوميني على موقع ناشيونال فوتبول تيمز (الإنجليزية)